# Mighei (Meteorit)
Koordinaten: 48° 4′ 0″ N, 30° 58′ 0″ O
Mighei ist ein Meteorit, der am 18. Juni 1889 in der Nähe von Perwomajsk in der Oblast Mykolajiw  der Ukraine zu Boden ging. Seine Gesamtmasse betrug zirka 8 Kilogramm. Er zerfiel jedoch kurz nach dem Niedergang in mehrere Einzelstücke, die jetzt über viele Meteoritensammlungen weltweit verteilt sind.

## Klassifizierung
Der Mighei-Meteorit ist Namensgeber (Typusexemplar) für die kohlenstoffhaltigen (kohligen) Chondriten der Mighei-Gruppe (CM-Chondriten).

## Hergang
Der Meteoritenfall ereignete sich am 18. Juni 1889 abends um 20:22 Uhr. Nächstgelegene Ortschaft war Myhija 3,5 Kilometer weiter südsüdwestlich, in die Stadt Perwomajsk im Südwesten waren es rund 10 Kilometer. Die Koordinaten des Niedergangs sind 48° 4’ N und 30° 58’ O. Augenzeugen hatten das Schauspiel beobachtet und kommentierten den Boliden und seine außergewöhnlichen sonorischen Effekte während der Flugphase. Nach dem Fall konnte ein einzelnes, etwa 8 Kilogramm schweres Meteoritenstück gefunden werden. Nur wenig später zerbrach der Fund jedoch in mehrere Stücke, die wie bereits erwähnt mittlerweile über mehrere Meteoritensammlungen verstreut sind – unter anderem in Chicago, Kiew, London, Moskau, New York City, Odessa, Sankt Petersburg und anderweitig.

„Die Bauersfrau Kostenkova stand nur 350 Meter östlich des Meteoritenniederganges. Sie bemerkte einen Boliden, den ein starker Wirbelwind begleitete. Laut Kostenkova fiel der Meteorit aus einer Höhe von 20 bis 25 Meter nahezu senkrecht herab. Ihr erschien der Meteorit als schwarze, rotierende Kugel, die einer großen Wassermelone ähnelte und von einem Riesenrad aus Rauch und Dampf umgeben war. Der Meteorit grub sich etwa mit der Hälfte seines Durchmessers in den Boden ein. Während des Endstadiums hatte er im Fall drei Sonnenblumen niedergemacht. Alle Sonnenblumenblätter der das Einschlagloch umgebenden Pflanzen waren bis zu einer Höhe von 1,5 Meter mit einer markanten, schwarzen Aschenlage bedeckt.“

## Beschreibung
Das ursprüngliche Einzelstück war ein unregelmäßiger, in etwa kegelförmiger Polyeder. Die gesamte Außenseite war von einer dünnen, mattschwarzen Schmelzkruste überzogen. Im Aufbruch zeigt der Meteorit aufgrund seines recht hohen Kohlenstoffgehaltes ebenfalls eine dunkle Farbe. Wie auch andere kohlige Chondriten ist der Mighei-Meteorit spröde und nur lose gepackt, so dass er allein durch Fingerdruck bereits abgerieben werden kann.

## Einführung
Die kohligen Chondrite der Mighei-Gruppe sind alle auf ihrem Ausgangsasteroiden in unterschiedlichen Ausmaßen durch Wasser-Gesteins-Reaktionen verändert worden – der Mighei-Meteorit als CM2.3 sogar recht deutlich (CM2.0 sind extrem umgewandelt, CM2.9 nur sehr wenig). Die wässrigen (hydrothermalen) Prozesse haben dabei einen Großteil der ursprünglichen Mineralogie des Meteoriten zerstört. Der Grad der Umwandlung ist sehr heterogen – sowohl im makroskopischen als auch im Nanobereich. So konnten im Mighei-Meteorit rekristallisierte Chondren und petrographisch inhomogene Bereiche festgestellt werden.

## Physikalische Parameter
Die Dichte des Mighei-Meteoriten beträgt 2,70 g/cm³.

## Mineralogie
Im Mighei-Meteorit werden über 30 verschiedene Minerale angetroffen:
Aragonit, Barringerit, Brucit, Calcit, Chloritgruppe, Chromit, Chrysotil, Cronstedtit, Daubréelith, Diamant, Diopsid, Eisen (Varietät Kamacit), Enstatit, Epsomit, Goethit, Gips, Graphit, Hibonit, Isocubanit, Lizardit, Magnetit, Olivin (Forsterit), Pentlandit, Perovskit, Pigeonit, Pyrrhotit, Schreibersit, Serpentingruppe, Schwefel, Sphalerit, Spinell, Taenit, Tochilinit und Troilit.
Neben den genannten Mineralen enthält der Mighei-Meteorit auch noch zahlreiche organische Verbindungen.

## Petrologie
Wie auch die anderen CM-Chondrite zeichnet sich Mighei durch kleine, durchschnittlich 0,08 bis 0,5 Millimeter messende Chondren und auch kleine refraktäre Einschlüsse aus, hohe feinkörnige Matrixgehalte von rund 70 % und auch hohe Gehalte an hydrierten Mineralen. Ein weiteres Charakteristikum sind nickelführende Sulfide.
Ein Großteil des Meteoriten wird von schwarzer, feinkörniger Grundmasse eingenommen, welche aus einer Verwachsung von eisenreichem Serpentin mit Tochilinit aufgebaut wird – das Ganze vermischt mit kohlenstoffreicher Materie. Neben der Grundmasse treten olivinreiche Chondren, refraktäre Einschlüsse, Olivinaggregate sowie Karbonate und Sulfide auf.

### Grundmasse
Zur Entstehung der Grundmasse bestehen zwei Theorien. Entweder stellt sie ein niedertemperiertes Kondensationsprodukt des Sonnennebels dar oder sie resultierte aus der hydrothermalen Veränderung zuvor akkretierter Materie. Ihre Charakterisierung ist schwierig wegen der geringen Korngröße (oft unterhalb von 1 μm, bis hinab zu 0,1 μm), ihres spröden und zerbrochenen Aufbaus und wegen der komplexen Mineralogie und Gefüges ihrer vorherrschenden Phyllosilikate, die sich durch eine oft intime Vermischung auszeichnen. Die Grundmassenkörner zeigen eine bedeutende Formenvielfalt – gebogene und abgerundete Körner, dünne, diskusartige Körner aus Serpentin sowie planare Lattenstrukturen. Von Bedeutung sind auch lagig aufgebaute Minerale mit einer Korngröße von 0,1 bis 0,4 μm. Hierunter finden sich geordneter und ungeordneter, planarer Serpentin (Lizardit), planar-aufgerollter Serpentin (Lizardit und Chrysotil), Povlen-Chrysotil, Brucit sowie Verwachsungen von Serpentin- und Brucitlagen.
Ein Großteil der Matrixminerale ist jedoch auf Alterationsvorgänge zurückzuführen – erkennbar an der Alteration von Einschlüssen. Wässrig umgewandelt wurden primär vorhandenes Olivin, Pyroxen, Sulfide und Metall. Insgesamt scheint der Matrixanteil mit dem Umwandlungsgrad korreliert zu sein. Dass die Umwandlung progressiv erfolgt war, wird durch die Mikrogefüge der PCPs veranschaulicht.

### Refraktäre Einschlüsse
Refraktäre Einschlüsse kommen im Mighei-Meteorit recht häufig vor. Am verbreitetsten sind spinellreiche Einschlüsse, die von Pyroxen ummantelt werden und eine Bandbreite von Struktur- und Gefügetypen zur Schau stellen. Einige Einschlüsse sind einfache Kristallaggregate oder umrandete Kristalle, die von losen Clustern aus Spinellkörnern bis hin zu ausgedehnten Ketten verknoteter und pyroxenumrahmter Spinelle reichen. Andere wiederum sind wesentlich kompakter und unterlagen womöglich einer Rekristallisation oder einem Aufschmelzen. Hierzu gehören knotige Spinelleinschlüsse, deren Spinelle im Inneren aus einem polygonalen bis körnigen Gefüge aufgebaut werden. Die Knotenränder bilden Pyroxene und Spinellbänder (manchmal mit Hibonit und/oder Perovskit), die ihrerseits von Pyroxenen und refraktären Sphären umringt werden.
Einiges seltener sind komplex aufgebaute Aggregate, die recht unterschiedliche Gefüge aufweisen können. Insgesamt betrachtet sind die Einschlüsse im Mighei-Meteoriten denen im Murchison-Meteoriten recht ähnlich, erwecken aber einen stärker alterierten Eindruck.
Die unterschiedlichen Einschlusstypen im Mighei-Meteorit sprechen für eine Vielfalt von Entstehungsgeschichten. Wie Gefüge nahelegen haben die knotigen und die gebänderten Einschlüsse womöglich eine Rekristallisation im festen Zustand durchlebt – im Gegensatz zu den porösen und den kettenartigen Varietäten. Die komplexen Aggregate entgingen ebenfalls einer Rekristallisation. Wie Magnesiumisotopenzusammensetzungen und Spurenelementhäufigkeiten nahelegen, sind die Einschlüsse auch keine Evaporationsrückstände. Vielmehr dürften sie die Ergebnisse von nicht nur einem, sondern mehreren Kondensationsprozessen darstellen.

### Mafische Silikate
Die wasserfreien mafischen Silikate machen in ihrem Volumenanteil rund 20 % aus.
Olivin tritt in zwei unterschiedlichen Formen auf. Die eine besteht aus nahezu reinem Forsterit (Fo99) in den Chondren – die andere, etwas eisenreichere (Fo82), befindet sich als Einzelkörner in der Matrix. Letztere bilden 6 bis 35 μm (Mikrometer) große Klasten, die ihrerseits von 1 bis 2 μm dicken Rändern aus noch eisenreicherem Forsterit (Fo68) umrahmt werden. Der nahezu reine Forsterit nimmt durchschnittlich 9,5 Volumenprozent ein, die etwas eisenreicheren Formen insgesamt 3,7 Volumenprozent.
Orthopyroxen (Enstatit) ist mit durchschnittlich 6,9 Volumenprozent vertreten.
Mafische Silikate erscheinen generell mit 2 bis 15 Volumenprozent als Phänokristalle in Chondren, werden aber von Alterationserscheinungen betroffen.

### Phyllosilikate
Phyllosilikate finden sich sowohl in der Mesostasis der Chondren, als auch sehr ausgiebig in der Grundmasse. Ihr Gesamtvolumen beträgt zwischen 73 und 75 Volumenprozent.

#### Magnesiumreicher Serpentin
Mg-Serpentin ist als zweithäufigste Phase im Mighei-Meteorit mit 26,7 Volumenprozent anwesend.

#### Cronstedtit
Eisenreicher Cronstedtit ist mit durchschnittlich 47,9 Volumenprozent die am häufigsten vorkommende Phase im Mighei-Meteorit.

### Metallisches Eisen-Nickel
Metallisches Eisen-Nickel ist mit einem recht niedrigen Gehalt von 0,03 bis 0,30 Volumenprozent zugegen. Es erscheint sowohl in Chondren als auch in der Matrix, wobei der Aufenthalt in Chondren eindeutig bevorzugt ist.

### Magnetit
Magnetit ist durchschnittlich mit 2,3 Volumenprozent vertreten.

### PCPs
PCPs (engl. poorly characterized phases, abgekürzt PCP) sind unscharf umrissene Phasen, die vorwiegend in der Matrix auftreten. Genauer handelt es sich um verklumpte Verwachsungen von Serpentin und Tochilinit, zu denen sich Pentlandit und nickelhaltiger Pyrrhotit gesellen. Die großen PCP-Klumpen machen etwa 15 bis 40 Volumenprozent aus.
PCPs manifestieren sehr ungewöhnliche Strukturen mit gebogenen, eingerollten und welligen Lagen. Sie ähneln somit Mineralen der Serpentingruppe. Vorhanden sind ferner geordnete, aber auch unregelmäßige, kohärente Verwachsungen mit Schichtsilikaten. Diese sind am häufigsten unter den Fe-Ni-S-O-Mineralen und überall in der Matrix anzutreffen. PNPs sind folglich aufgrund ihrer genetischen Verwandtschaft zu Phyllosilikaten eine Phase von großer Bedeutung in CM2-Chondriten.
Die PCPs können in zwei Haupttypen unterteilt werden. Der Typ-I tritt in Chondren und Aggregaten auf und besteht vorwiegend aus einer Fe-Ni-S-O-Phase. Der Typ II ist jedoch auf die Matrix beschränkt und besteht ebenfalls aus der Fe-Ni-S-O-Phase, zu der sich jedoch noch Cronstedtit in unterschiedlichen Anteilen gesellt. Die Mikrogefüge der PCPs deuten darauf hin, dass sie einem dreistufigen Alterationsprozess ausgesetzt waren.
Als CM2.3-Chondrit ist der Mighei-Meteorit noch nicht allzu sehr angegriffen worden (im Gegensatz zu den Subtypen CM2.2 bis CM2.0). Seine Grundmasse enthält als deutliche PCP-Körner noch ausreichend die Phase Fe-Ni-S-O und auch Cronstedtit – welche beide zusammen einen Großteil des Eisens in der Grundmasse stellen. In den stärker veränderten CM-Subtypen wurde die Fe-Ni-S-O-Phase höchstwahrscheinlich gänzlich verzehrt – unter Bildung von Cronstedtit, Magnetit und Sulfiden. Bei noch stärkerer Umwandlung ging der Cronstedtit schließlich eine Reaktion mit Serpentin ein und es bildete sich eisenreicher Serpentin. Somit wurde die Grundmasse im fortschreitenden Alterationsprozess zusehends an Magnesium angereichert und die PCPs wurden mehr und mehr degradiert und mit magnesiumreichen Phyllosilikaten vermischt. So sind dann in den Subtypen CM2.1 und CM2.0 PCPs so gut wie nicht mehr vorhanden und auch ihr Eisengehalt ist reduziert. Außerdem treten in diesen beiden Subtypen erstmals komplexe Karbonate auf.

### Sulfide
Insgesamt machen Sulfide im Durchschnitt nur 0,34 bis maximal 1,9 Volumenprozent aus. Als vorherrschende Sulfiminerale sind vor allem Pyrrhotit und Pentlandit anzuführen. Es erscheinen auch Intermediärformen, mit einem atomaren Verhältnis Ni/(Fe+Ni) von 0,1 bis 0,4. Pyrrhotit im Mighei-Meteorit weist ein Ni/(Fe+Ni)-Verhältnis von 0,0 bis 0,05 auf, Pentlandit hingegen 0,45 bis 0,55.

### Karbonate
Karbonate werden durch Calciumkarbonate repräsentiert (Calcit, Aragonit). Calcit weist durchschnittlich 1,2 Volumenprozent auf.

### Organische Verbindungen
Die organischen Verbindungen im Mighei-Meteorit können zwischen 4,0 und 4,72 Volumenprozent erreichen und sind abiologischen Ursprungs. Sie finden sich fein verteilt zwischen den Chondren, aber auch in den Chondren und in Mineralkörnern. Es handelt sich hierbei im Wesentlichen um Polymerisate. Unter den Polymeren treten gasförmige, gesättigte und ungesättigte Kohlenwasserstoffe auf. Extrahierbar sind aliphatische (Alkane) und aromatische Kohlenwasserstoffe, Fettsäuren, Aminosäuren und andere. Am häufigsten unter den Alkanen ist Methan gefolgt von Äthan, Propan, Isopentan, Äthylen, n-Butan und anderen. Die analysierten Alkane können sich über C15 bis hin zu C26 erstrecken.

#### Aminosäuren
Als häufigste Aminosäuren wurden Alanin, Glutaminsäure, Glyzin und Serin identifiziert. Hinzu kommen ferner Asparaginsäure, Histidin, Leucin, Lysin, Phenylalanin,  Prolin, Threonin, Tyrosin und Valin.

#### Kohlenstoffhaltige Fadenstrukturen (Filamente)
Im Mighei-Meteorit können wie auch in anderen Meteoriten (beispielsweise Alais, Ivuna, Murchison, Ornans und Tagish Lake) kohlenstoffhaltige Fadenstrukturen (engl. filaments) angetroffen werden. Für ihre Entstehung bestehen drei Hypothesen. Entweder handelt es sich um mineralisierte Kristallstrukturen, um rein terrestrisch erfolgte Kontamination biologischen Ursprungs oder um tatsächliche astrobiologische Mikrofossilien von Trichom bewehrten Prokaryoten. Die letzte Möglichkeit stellt offensichtlich eine Sensation dar, da dadurch die Entstehung des Lebens ins Extraterrestrische verlagert wird.

### Alteration
Migheiartige kohlige Chondrite enthalten etwa 7 bis 11 Gewichtsprozent an strukturell gebundenem Wasser. Als Durchschnittswert darf 9,0 Gewichtsprozent ursprüngliches Wasser angenommen werden.
Das Wasser befindet sich aufgrund der durchdringenden Alteration vor allem in Sekundärmineralen wie Phyllosilikaten (beispielsweise Serpentin), Sulfiden (beispielsweise Tochilinit), Karbonaten, Magnetit und organischen Verbindungen. Die Phyllosilikate und der Tochilinit waren durch wässrige Umwandlung von Silikaten, Sulfiden, Metall und amorphen Substanzen entstanden, nachdem das anfangs mitakkretierte wasserreiche Eis aufgeschmolzen war.
Die auf die Akkretion des Ausgangskörpers zurückreichende Primärmineralogie und auch das Primärgefüge wurden folglich spürbar überprägt. CM-Meteoriten sind größtenteils Brekzien, die einem starken Zerbrechen ausgesetzt waren und schließlich im Regolith des Asteroiden wieder akkretierten.

## Chemische Zusammensetzung
Angegeben seien in Gewichtsprozent eine Analyse der Hauptelemente des Gesamtmeteorits und eine Analyse seiner Grundmasse:
| Oxid Gew. % | Gesamtprobe | Grundmasse |
| ----------- | ----------- | ---------- |
| SiO2        | 33,96       | 32,54      |
| TiO2        | 0,14        | –          |
| Al2O3       | 2,53        | 2,55       |
| FeO         | 28,01       | 32,21      |
| MnO         | 0,40        | 0,33       |
| MgO         | 21,07       | 21,44      |
| CaO         | 1,55        | 1,73       |
| Na2O        | 1,24        | 0,56       |
| K2O         | 0,27        | –          |
| P2O5        | 0,39        | 0,29       |
| NiO         | 1,79        | 1,87       |
| Cr2O3       | 0,65        | 0,58       |
| CoO         | 0,33        | –          |
| SO3         | 7,68        | 5,81       |

Die Grundmasse ist gegenüber Gesamproben an SiO2, Na2O und SO3 abgereichert, jedoch an FeO, MgO, CaO und auch etwas an NiO angereichert. Bemerkenswert der hohe SO3-Gehalt. Der hohe Schwefelanteil ist bei kohligen Chondriten ungewöhnlich. Der Schwefel dürfte sich im Troilit befinden, wahrscheinlich ist aber auch reiner Schwefel zugegen. Beherrschende Elemente sind neben Sauerstoff Silicium, Eisen und Magnesium. Nicht zu vernachlässigen ist auch Stickstoff.

### Elemente
Insgesamt zeigt der Mighei-Meteorit eine Anreicherung leichter Elemente.
Die 10 häufigsten Elemente mit mehr als 1 Gewichtsprozent sind in fogender Reihenfolge: Sauerstoff, Eisen, Silicium, Magnesium, Schwefel, Kohlenstoff, Wasserstoff, Nickel, Calcium und Aluminium. Sie stellen für sich bereits 98,55 Gewichtsprozent.

#### Sauerstoff
Sauerstoff ist mit 41,81 Gewichtsprozent das häufigste Element im Mighei-Meteorit. Dies ist etwas niedriger als die Durchschnittskonzentration in CM-Chondriten mit 42,4 Gewichtsprozent. Kohlige Chondrite sind die am stärksten oxidierten Meteorite überhaupt. Sauerstoff findet sich in allen Phasen inklusive der organischen Verbindungen mit Ausnahme von Sulfiden und Eisen-Nickel. 

#### Eisen
Eisen ist mit 21,24 Gewichtsprozent das zweithäufigste Element im Mighei-Meteoriten (Messbreite 19,95 bis 22,7 Gewichtsprozent). Hiervon finden sich 17,45 % in Silikaten, 1,9 % in Troilit und 1,9 % in Eisen-Nickel. Der Durchschnittswert in CM-Chondriten beträgt 21,10 Gewichtsprozent. Eisen ist an zahlreichen Phasen im Meteorit beteiligt.

#### Silicium
An dritter Stelle folgt mit 12,98 Gewichtsprozent Silicium – etwas niedriger als der Durchschnittswert von 13,20 Gewichtsprozent in CM-Chondriten.

#### Magnesium
Magnesium hat eine Konzentration von 11,73 Gewichtsprozent – verglichen mit 11,90 Gewichtsprozent in CM-Chondriten etwas niedriger. Magnesium steckt in Silikaten, aber auch in Sulfaten.

#### Schwefel
Schwefel wird mit 3,66 Gewichtsprozent angegeben und ist somit im Mighei-Chondrit einiges angereicherter als generell in CM-Chondriten mit 3,00 Gewichtsprozent. Schwefel kann fein verteilt in vielen Verbindungen (inklusive organischer Verbindungen) auftreten, auch frei vorkommnender Schwefel ist bekannt. Ferner erscheint er in löslichen Sulfaten, in Troilit und in Pentlandit.

#### Kohlenstoff
Der durchschnittliche Kohlenstoffgehalt im Mighei-Meteorit ist 2,60 Gewichtsprozent. Der Durchschnittsgehalt in CM-Chondriten ist mit 2,32 Gewichtsprozent etwas niedriger. Der Kohlenstoff befindet sich vor allem in den organischen Verbindungen, aber auch in Karbonaten.

#### Wasserstoff
Für Wasserstoff wurde 0,99 Gewichtsprozent ermittelt. Dies ist etwas niedriger als der Durchschnittswert von 1,15 Gewichtsprozent für CM-Chondrite. Jedoch wurden auch höhere Werte von 1,30 bis 1,44 Gewichtsprozent Wasserstoff gemessen. Wasserstoff tritt gebunden vor allem in wasserhaltigen Silikaten und in organischen Verbindungen auf.

#### Nickel
Die Konzentration an Nickel wird mit 1,20 Gewichtsprozent angegeben – praktisch identisch mit dem Durchschnittswert der CM-Chondrite von 1,25 Gewichtsprozent. Nickel befindet sich im Nickel-Eisen und in den Sulfiden Troilit und Pentlandit. Nickel erscheint auch in Magnetit und möglicherweise in wasserlöslichen Salzen.

#### Calcium
Bei Calcium gelten 1,18 bis 1,20 Gewichtsprozent – identisch mit 1,20 Gewichtsprozent als Durchschnittswert der CM-Chondrite. Calcium findet sich in Silikaten, Sulfaten und Karbonaten. 

#### Aluminium
Aluminium besitzt eine Konzentration von 1,14 Gewichtsprozent im Mighei-Meteorit. Derselbe Wert gilt für den Durchschnitt aller anderen CM-Chondrite. Aluminium tritt in Silikaten auf.

#### Restliche Elemente
Alle anderen Elemente befinden sich im Promill- oder im ppm-Bereich. Unter ihnen zeigen noch recht hohe Konzentrationen die 8 Elemente Natrium, Chrom, Mangan, Stickstoff, Phosphor, Titan, Kobalt und Kalium. Diese stellen zusammen 1,27 Gewichtsprozent. Sämtliche anderen Elemente teilen sich die verbliebenen 0,18 Gewichtsprozent.

### Elementverhältnisse

#### Siliciumverhältnisse
Mighei hat wie alle anderen CM-Chondrite ein nahezu solares Magnesium/Silicium-Verhältnis (Mg/Si beträgt zirka 0,91), begleitet von korrespondierenden Sauerstoffisotopen. Die Grundmasse weist jedoch dem gegenüber nur ein abgereichertes Verhältnis von 0,82 ± 0,05 auf. Ferner bestehen die Verhältnisse Si/Al = 11,64, Si/Ca = 10,76 und Si/Ti = 256.

#### Kohlenstoffverhältnisse
Das Verhältnis Kohlenstoff zu Wasserstoff C/H beträgt 2,2 bis 2,3, das Verhältnis Kohlenstoff zu Schwefel C/S 0,8 und das Verhältnis C/O 0,06.

#### Ca/Al
Das Verhältnis Ca/Al beträgt 1,087.

### Deuterium
Messwerte von Deuterium liegen bei − 100 ‰ SMOW.

### Sauerstoff
Bei den Sauerstoffisotopen geben Richard C. Greenwood und Kollegen (2024) folgende Werte an:
- für δ17O: − 0,27 ± 0,7 ‰ SMOW
- für δ18O: + 4,85 ± 1,07 ‰ SMOW
- für Δ17O: − 2,79 ± 0,14 ‰ SMOW.

Zum Vergleich seien die Durchschnittswerte bei CM-Chondriten angegeben:
- für δ17O: + 0,43 ‰ SMOW
- für δ18O: + 6,55 ‰ SMOW
- für Δ17O: − 2,97 ‰ SMOW.

Der Mighei-Meteorit ist somit im Vergleich zur gesamten CM-Gruppe an δ17O und δ18O etwas abgereichert.

### Stickstoff
Für δ15N wurde 2,3 ‰ ermittelt.

## Ursprungsort
Spektroskopische Untersuchungen zeigen, dass CM-Chondrite generell eine Verbindung zu kohligen Asteroiden (C-Asteroiden) nahelegen, insbesondere zur Klasse Ch.

## Zusammenschau
Migheiartige Chondriten (CM-Chondriten) bilden eine isochemische Meteoritengruppe, deren petrologische und geochemische Eigenschaften eine progressive Alteration in einem geschlossenen System zum Ausdruck bringen. Diese Alteration ist wahrscheinlich in unterschiedlichen Abschnitten desselben Ausgangsasteroiden erfolgt. Ausgangsmaterial sind unveränderte Meteoriten des Typs CM3.0. Die Reihe erstreckt sich bis hin zu Meteoriten des Typs CM2.0 bzw. CM1, die am stärksten abgewandelt wurden.
Als CM2.3 erfuhr der Mighei-Meteorit bereits eine sehr starke Alteration. Charakteristisch für den Mighei-Meteorit ist die einsetzende Alteration seiner mafischen Phänokristalle in den Chondren, die jedoch bis hin zum Typ CM2.4 noch nicht angegriffen worden waren.
Zu den frühen und mittleren Umwandlungsprozessen gehören die Hydration der Grundmasse und ihre Umformung zu Phyllosilikaten. Sodann wurde primär magmatisches Glas in Chondren ebenfalls zu Phyllosilikaten abgewandelt. Ferner bildeten sich große Klumpen (PCPs) bestehend aus Serpentin-Tochilinit-Verwachsungen.
Über die gesamte Alterationssequenz hinweg verteilt erfolgte die Oxidation metallischen Nickel-Eisens, eine Änderung in der Zusammensetzung der PCPs (manifestiert in einem gestiegenen Phyllosilikat/Sulfid-Verhältnis) und eine Abwandlung der Karbonatmineralogie (Calciumkarbonat wurde durch Dolomit und komplexe Karbonate langsam verdrängt).
Unmittelbar nach seiner Akkretion war der Ausgangskörper noch von grobkörnigen, magnesiumreichen Olivinen und Pyroxenen dominiert worden. Feinkörnige fayalitische Olivine und/oder amorphe, wasserfreie Eisensilikate befanden sich vorwiegend in der Grundmasse. Ferner ist die Komponente für eisenreichen Cronstedtit als relativ große, plattige Kristalle (größer als 100 Nanometer) zugegen. Es darf angenommen werden, dass sie sich bereits im Sonnennebel formiert hatte.
Die hiernach einsetzende wässrige Alteration hat vorwiegend recht magnesiumreiche Serpentine produziert – entstanden durch die Umwandlung wasserfreier Komponenten sowie durch Rekristallisation eisenreichen Cronstedtits. Die Umwandlung des Ausgangskörpers war ein retrograder Vorgang, der mit fortschreitender Hydration immer feinere Korngrößen bewirkte, die Kristallinität zusehends verringerte und magnesiumreiche Phyllosilikate mit zunehmender struktureller Komplexität und höherer struktureller Unordnung erzeugte. Den Hydrationsprozess mit irdischer Serpentinisierung vergleichen zu wollen, dürfte jedoch nicht gerechtfertigt zu sein, da CM-Serpentine in Struktur und chemischer Zusammensetzung von ihren irdischen Gegenübern total verschieden sind.